# ديف هولاند
ديف هولاند (بالإنجليزية: Dave Holland)‏ هو عازف الباس المزدوج وملحن بريطاني، ولد في 1 أكتوبر 1946 في ولفرهامبتن في المملكة المتحدة.

## وصلات خارجية
- الموقع الرسمي
- ديف هولاند على موقع IMDb (الإنجليزية)
- ديف هولاند على موقع ميوزك برينز (الإنجليزية)
- ديف هولاند على موقع أول ميوزيك (الإنجليزية)
- ديف هولاند على موقع ديسكوغز (الإنجليزية)
- ديف هولاند على موقع قاعدة بيانات الفيلم (الإنجليزية)